# Grijze lijsterbesmineermot
De grijze lijsterbesmineermot (Stigmella magdalenae) is een vlinder uit de familie dwergmineermotten (Nepticulidae). De wetenschappelijke naam is voor het eerst geldig gepubliceerd in 1950 door Klimesch.
De soort komt voor in Europa.